# Zbehňov
Zbehňov – wieś (obec) na Słowacji położona w kraju koszyckim, w powiecie Trebišov. Pierwsze wzmianki o miejscowości pochodzą z 1290 roku. 
Według danych z dnia 31 grudnia 2012 roku, wieś zamieszkiwały 344 osoby, w tym 162 kobiety i 182 mężczyzn.
W 2001 roku rozkład populacji względem narodowości i przynależności etnicznej wyglądał następująco:
- Słowacy – 71,23%
- Czesi – 0,34%
- Niemcy – 0,34%
- Polacy – 0,34%
- Romowie – 26,71%

Ze względu na wyznawaną religię struktura mieszkańców kształtowała się w 2001 roku następująco:
- Katolicy rzymscy – 54,45%
- Grekokatolicy – 38,7%
- Ewangelicy – 0,34%
- Ateiści – 2,4%
- Nie podano – 1,03%